# Lista de presidentes da Câmara Municipal de Novo Triunfo
Esta é a lista de presidentes da Câmara Municipal de Novo Triunfo.
| Nº | Nome                             | Início do mandato    | Fim do mandato       | Partido |
| -- | -------------------------------- | -------------------- | -------------------- | ------- |
| 1  | João Francisco de Carvalho       | 1 de janeiro de 1999 | 1 de janeiro de 2001 | PFL     |
| 2  | Antônio José de Oliveira         | 1 de janeiro de 2001 | 1 de janeiro de 2003 | PL      |
| 3  | Ananias Antônio Pereira Coelho   | 1 de janeiro de 2003 | 1 de janeiro de 2005 | PFL     |
|    | Ananias Antônio Pereira Coelho   | 1 de janeiro de 2005 | 1 de janeiro de 2007 | PL      |
| 4  | Manoel Messias de Santana        | 1 de janeiro de 2007 | Abril de 2007        | PR      |
| 5  | Ananias Antônio Pereira Coelho   | Abril 2007           | 7 de maio de 2008    | PR      |
| 6  | José Messias Matos dos Reis      | 7 de maio de 2008    | 7 de maio de 2008    | PSDB    |
| 7  | Ananias Antônio Pereira Coelho   | 7 de maio de 2008    | 1 de janeiro de 2009 | PR      |
| 8  | Robson Teixeira Carvalho         | 1 de janeiro de 2009 | 1 de janeiro de 2011 | PSDB    |
| 9  | José Cláudio Oliveira dos Santos | 1 de janeiro de 2011 | 1 de janeiro de 2013 | PSDB    |
| 10 | Edicarlos de Jesus Virginio      | 1 de janeiro de 2013 | 1 de janeiro de 2015 | PT      |
| 10 | Edicarlos de Jesus Virginio      | 1 de janeiro de 2015 | 1 de janeiro de 2017 | PT      |
| 11 | Matheus Barros de Santana        | 1 de janeiro de 2017 | 1 de janeiro de 2019 | PP      |
| 11 | Matheus Barros de Santana        | 1 de janeiro de 2019 | 1 de janeiro de 2021 | PP      |
| 12 | Manoel Hilton Menezes da Silva   | 1 de janeiro de 2021 | 1 de janeiro de 2023 | PP      |
| 13 | José Claudio Oliveira dos Santos | 1 de janeiro de 2023 | 1 de janeiro de 2025 | PP      |
| 14 | Mayane Santana Oliveira          | 1 de janeiro de 2025 | Em exercício         | PP      |